# Slamniki
Slamniki je naselje u slovenskoj Općini Bledu. Slamniki se nalazi u pokrajini Gorenjskoj i statističkoj regiji Gorenjskoj. 

## Stanovništvo
Prema popisu stanovništva iz 2002. godine naselje je imalo 10 stanovnika.